# Nannophlebia eludens
Nannophlebia eludens är en trollsländeart som beskrevs av Tillyard 1908. Nannophlebia eludens ingår i släktet Nannophlebia och familjen segeltrollsländor. Inga underarter finns listade i Catalogue of Life.